# Mira Morelia
Mira Morelia är en ort i Mexiko.   Den ligger i kommunen Amatenango de la Frontera och delstaten Chiapas, i den sydöstra delen av landet, 900 km sydost om huvudstaden Mexico City. Mira Morelia ligger 1 746 meter över havet och antalet invånare är 134.
Terrängen runt Mira Morelia är bergig åt sydost, men åt nordväst är den kuperad. Runt Mira Morelia är det ganska tätbefolkat, med 199 invånare per kvadratkilometer. Närmaste större samhälle är Frontera Comalapa, 15,5 km nordväst om Mira Morelia. I omgivningarna runt Mira Morelia växer huvudsakligen savannskog.